# Сидоренко, Иван Михайлович (нефтяник)
Иван Михайлович Сидоренко (1932—2003) — работник газовой промышленности. В его честь названо первое в России судно снабжения для работ с полупогружными плавучими буровыми установками (ППБУ) «Иван Сидоренко».

## Биография
Родился в 1932 г. в Медногорске Оренбургской области.
Окончил Свердловский горный институт (1955) и по распределению направлен на Сахалин.
Трудовая деятельность:
- буровой рабочий, помощник бурильщика, бурильщик, помощник бурового мастера, буровой мастер нефтеразведки «Нутово»,
- инженер участка, старший инженер нефтеразведки «Малое Сабо»,
- начальник нефтеразведок «Мухто», «Хангуза», «Нижний Вал» треста «Дальнефтеразведка»;
- начальник отдела бурения, заместитель начальника объединения «Сахалиннефть»;
- начальник Тунгорского УБР,
- 1973—1981 начальник Дальневосточной морской нефтеразведочной экспедиции,
- начальник Сахалинской морской нефтегазоразведочной экспедиции Мингео РСФСР,
- начальник объединения «Сахалинморнефтегазпром»;
- 1985—1987 начальник Главного управления по разработке и разведке морских месторождений нефти и газа, член Коллегии Мингазпрома СССР;
- 1987—1993 руководитель представительства объединения «Зарубежнефть» во Вьетнаме;
- 1993—2003 начальник Управления технологии и техники бурения ЗАО «Росшельф».

Награждён орденами «Знак Почёта», Трудового Красного Знамени, медалями СССР и Вьетнама. Почётный работник газовой промышленности. Почётный нефтяник. Почётный работник ТЭК.
В его честь названо первое в России судно снабжения для работ с полупогружными плавучими буровыми установками (ППБУ) «Иван Сидоренко» (построено на Амурском судостроительном заводе, спущено на воду в 2013 году).